# Temporada 1978 de la NFL
La Temporada 1978 de la NFL fue la 59.ª en la historia de la NFL.La liga expandió la temporada regular de un formato de 14 juegos a 16. Por otra parte, el formato de playoffs se amplió de 8 equipos a 10 equipos, añadiendo otro comodín a cada conferencia. Los equipos de comodín jugaron entre sí y el ganador avanza a la ronda de los ocho equipos de playoffs.
La temporada comenzó el 2 de septiembre de 1978 y terminó con el Pro Bowl en 1979, que se celebró 29 de enero en Los Ángeles. La final del campeonato, el Super Bowl XIII, se disputó el 21 de enero de 1979 en el Orange Bowl, Miami, Florida y terminó con la victoria de los Pittsburgh Steelers sobre Dallas Cowboys por 35 a 31.
El salario promedio de un jugador en 1978 era $ 62.600, un 13,2 por ciento superior respecto al año anterior. Fran Tarkenton fue el quarterback mejor pagado con$ 360.000 y el running back O. J. Simpson fue el jugador mejor pagado de la liga, en poco menos de $ 733,400. 

## Carrera Divisional
Desde 1978 hasta 1989, fueron 10 los equipos clasificados para los playoffs: los ganadores de cada una de las divisiones, y dos equipos comodines en cada conferencia. Los dos comodines se jugaban un partido en una fase previa por el derecho a enfrentar a cualquiera de los tres ganadores de división que tenía el mejor registro general de su conferencia. Las reglas de desempate se basaron en enfrentamientos directos, seguido de los registros de división, los registros de oponentes comunes, y juego de conferencia.

### Conferencia Nacional
| Semana | Este      | Marca | Central   | Marca | Oeste       | Marca | WildCard | Marca | WildCard     | Marca |
| ------ | --------- | ----- | --------- | ----- | ----------- | ----- | -------- | ----- | ------------ | ----- |
| 1      | 3 equipos | 1-0   | Chi, GB   | 1-0   | 3 equipos   | 1-0   |          |       |              |       |
| 2      | Dal, Was  | 2-0   | Chi, GB   | 2-0   | L.A.        | 2-0   |          |       |              |       |
| 3      | Wash.     | 3-0   | Chi.      | 3-0   | L.A.        | 3-0   |          |       |              |       |
| 4      | Wash.     | 4-0   | G.B.      | 3-1   | L.A.        | 4-0   | Chi.     | 3-1   | Dal.         | 3-1   |
| 5      | Wash.     | 5-0   | G.B.      | 4-1   | L.A.        | 5-0   | Chi.     | 3-2   | 3 equipos    | 3-2   |
| 6      | Wash.     | 6-0   | G.B.      | 5-1   | L.A.        | 6-0   | Dal.     | 4-2   | Chi.         | 3-3   |
| 7      | Wash.     | 6-1   | G.B.      | 6-1   | L.A.        | 7-0   | Dal.     | 5-2   | Phi.         | 4-3   |
| 8      | Wash.     | 6-2   | G.B.      | 6-2   | L.A.        | 7-1   | Dal.     | 6-2   | NYG          | 5-3   |
| 9      | Wash.     | 7-2   | G.B.      | 7-2   | L.A.        | 7-2   | Dal.     | 6-3   | Atl          | 5-4   |
| 10     | Wash.     | 7-3   | G.B.      | 7-3   | L.A.        | 8-2   | Atl.     | 6-4   | Min.         | 6-4   |
| 11     | Wash.     | 8-3   | Min.      | 7-4   | L.A.        | 9-2   | Atl.     | 7-4   | Dal.         | 7-4   |
| 12     | Wash.     | 8-4   | Min.      | 7-5   | L.A.        | 10-2  | Dal.     | 8-4   | Atl.         | 7-5   |
| 13     | Dal.      | 9-4   | Min.      | 7-5-1 | L.A.        | 10-3  | Atl.     | 8-5   | Wash.        | 8-5   |
| 14     | Dal.      | 10-4  | Min.      | 8-5-1 | L.A.        | 11-3  | G.B.     | 8-5-1 | Atl.         | 8-6   |
| 15     | Dal.      | 11-4  | Min.      | 8-6-1 | L.A.        | 11-4  | Atl.     | 9-6   | G.B.         | 8-6-1 |
| 16     | Dallas    | 12-4  | Minnesota | 8-7-1 | Los Angeles | 12-4  | Atlanta  | 9-7   | Philadelphia | 9-7   |

### Conferencia Americana
| Semana | Este        |      | Central    |      | Oeste     |      | WildCard |      | WildCard |      |
| ------ | ----------- | ---- | ---------- | ---- | --------- | ---- | -------- | ---- | -------- | ---- |
| 1      | NYJ         | 1-0  | Cle, Pit   | 1-0  | 3 equipos | 1-0  |          |      |          |      |
| 2      | NYJ         | 2-0  | Cle, Pit   | 2-0  | 4 equipos | 1-1  |          |      |          |      |
| 3      | NYJ         | 2-1  | Cle, Pit   | 3-0  | Den.      | 2-1  | Cle, Pit | 3-0  | Hou      | 2-1  |
| 4      | NYJ         | 2-2  | Pitt       | 4-0  | Den.      | 3-1  | Cle.     | 3-1  | Hou      | 2-2  |
| 5      | Mia.        | 3-2  | Pitt       | 5-0  | Den.      | 4-1  | Hou.     | 3-2  | N.E.     | 3-2  |
| 6      | Mia.        | 4-2  | Pitt       | 6-0  | Den.      | 4-2  | N.E.     | 4-2  | Oak.     | 4-2  |
| 7      | Mia.        | 5-2  | Pitt       | 7-0  | Den.      | 5-2  | N.E.     | 5-2  | Oak.     | 5-2  |
| 8      | N.E.        | 6-2  | Pitt       | 7-1  | Den.      | 5-3  | Hou.     | 5-3  | NYJ      | 5-3  |
| 9      | N.E.        | 7-2  | Pitt       | 8-1  | Den.      | 6-3  | Mia.     | 6-3  | Hou.     | 5-4  |
| 10     | N.E.        | 8-2  | Pitt       | 9-1  | Den.      | 6-4  | Mia.     | 7-3  | Hou.     | 6-4  |
| 11     | N.E.        | 8-3  | Pitt       | 9-2  | Den.      | 7-4  | Mia.     | 8-3  | Hou.     | 7-4  |
| 12     | N.E.        | 9-3  | Pitt       | 10-2 | Den.      | 8-4  | Hou.     | 8-4  | Mia.     | 8-4  |
| 13     | N.E.        | 10-3 | Pitt       | 11-2 | Den.      | 8-5  | Hou.     | 9-4  | Mia.     | 8-5  |
| 14     | N.E.        | 10-4 | Pitt       | 12-2 | Den.      | 9-5  | Hou.     | 9-5  | Mia.     | 9-5  |
| 15     | N.E.        | 11-4 | Pitt       | 13-2 | Den.      | 10-5 | Hou.     | 10-5 | Mia.     | 10-5 |
| 16     | New England | 11-5 | Pittsburgh | 14-2 | Denver    | 10-6 | Miami    | 11-5 | Houston  | 10-6 |

## Temporada regular
V = Victorias, D = Derrotas, E = Empates, CTE = Cociente de victorias [V+(E/2)]/(V+D+E), PF= Puntos a favor, PC = Puntos en contra
| Clasificado para los playoffs |

| New England Patriots(2) | 11 | 5  | 0 | .688 | 358 | 286 |
| Miami Dolphins(4)       | 11 | 5  | 0 | .688 | 372 | 254 |
| New York Jets           | 8  | 8  | 0 | .500 | 359 | 364 |
| Buffalo Bills           | 5  | 11 | 0 | .313 | 302 | 354 |
| Baltimore Colts         | 5  | 11 | 0 | .313 | 239 | 421 |

| Pittsburgh Steelers(1) | 14 | 2  | 0 | .875 | 356 | 195 |
| Houston Oilers(5)      | 10 | 6  | 0 | .625 | 283 | 298 |
| Cleveland Browns       | 8  | 8  | 0 | .500 | 334 | 356 |
| Cincinnati Bengals     | 4  | 12 | 0 | .250 | 252 | 284 |

| Denver Broncos(3)  | 10 | 6  | 0 | .625 | 282 | 198 |
| Oakland Raiders    | 9  | 7  | 0 | .563 | 311 | 283 |
| Seattle Seahawks   | 9  | 7  | 0 | .563 | 345 | 358 |
| San Diego Chargers | 9  | 7  | 0 | .563 | 355 | 309 |
| Kansas City Chiefs | 4  | 12 | 0 | .250 | 243 | 327 |

| Dallas Cowboys(2)      | 12 | 4  | 0 | .750 | 384 | 208 |
| Philadelphia Eagles(5) | 9  | 7  | 0 | .563 | 270 | 250 |
| Washington Redskins    | 8  | 8  | 0 | .500 | 273 | 283 |
| St. Louis Cardinals    | 6  | 10 | 0 | .375 | 248 | 296 |
| New York Giants        | 6  | 10 | 0 | .375 | 264 | 298 |

| Minnesota Vikings(3) | 8 | 7  | 1 | .531 | 294 | 306 |
| Green Bay Packers    | 8 | 7  | 1 | .531 | 249 | 269 |
| Detroit Lions        | 7 | 9  | 0 | .438 | 290 | 300 |
| Chicago Bears        | 7 | 9  | 0 | .438 | 253 | 274 |
| Tampa Bay Buccaneers | 5 | 11 | 0 | .313 | 241 | 259 |

| Los Angeles Rams(1) | 12 | 4  | 0 | .750 | 316 | 245 |
| Atlanta Falcons(4)  | 9  | 7  | 0 | .563 | 240 | 290 |
| New Orleans Saints  | 7  | 9  | 0 | .438 | 281 | 298 |
| San Francisco 49ers | 2  | 14 | 0 | .125 | 219 | 350 |

### Desempates
- New England finalizó por delante de Miami en la AFC Este basado en un mejor registro de división (6-2 contra 5-3 de los Dolphins).
- Buffalo finalizó por delante de Baltimore en la AFC Este basado en un mejor registro en enfrentamientos directos(2-0).
- Oakland, Seattle e San Diego finalizaron en 2º, 3º y 4º lugar, respectivamente, en la AFC Oeste basado en un mejor registro contra adversarios comunes (6-2 contra 5-3 de Seahawks y 4-4 de los Chargers).
- Minnesota finalizó por delante de Green Bay en la NFC Norte basado en un mejor registro en enfrentamientos directos (1-0-1).
- Los Ángeles fue el primer cabeza de serie en la NFC por delante de Dallas baseado en un mejor registro en enfrentamientos directos (1-0).
- Detroit finalizó por delante de Chicago en la NFC Central basado en un mejor registro de división (4-4 contra 3-5 de los Bears).
- Atlanta fue el cuarto cabeza de serie en la NFC por delante de Philadelphia basado en un mejor registro de conferencia (8-4 contra 6-6 de los Eagles).
- St. Louis finalizó por delante de N.Y. Giants en ka NFC Este basado en un mejor registro de división (3-5 contra 2-6 de los Giants).

## Postemporada
|  | Ronda Wild Card                   | Ronda Wild Card                   | Ronda Wild Card                   |                      |                      | Ronda Divisional                 | Ronda Divisional                 | Ronda Divisional                 |                      |                      | Finales de Conferencia          | Finales de Conferencia          | Finales de Conferencia          |  |  | Super Bowl                    | Super Bowl                    | Super Bowl                    |
|  |                                   |                                   |                                   |                      |                      |                                  |                                  |                                  |                      |                      |                                 |                                 |                                 |  |  |                               |                               |                               |
|  |                                   |                                   |                                   |                      |                      | 31 de Dic - Foxboro Stadium      |                                  |                                  |                      |                      |                                 |                                 |                                 |  |  |                               |                               |                               |
|  |                                   |                                   |                                   |                      |                      | 5                                | Houston                          | 31                               |                      |                      |                                 |                                 |                                 |  |  |                               |                               |                               |
|  | 24 de Dic - Miami Orange Bowl     | 24 de Dic - Miami Orange Bowl     | 24 de Dic - Miami Orange Bowl     |                      |                      | 2                                | New England                      | 14                               |                      |                      | 7 de Ene - Three Rivers Stadium | 7 de Ene - Three Rivers Stadium | 7 de Ene - Three Rivers Stadium |  |  |                               |                               |                               |
|  | 5                                 | Houston                           | 17                                | Ronda Divisional AFC | Ronda Divisional AFC | Ronda Divisional AFC             |                                  |                                  | 5                    | Houston              | 5                               |                                 |                                 |  |  |                               |                               |                               |
|  | 4                                 | Miami                             | 9                                 |                      |                      | 30 de Dic - Three Rivers Stadium | 30 de Dic - Three Rivers Stadium | 30 de Dic - Three Rivers Stadium |                      |                      | 1                               | Pittsburgh                      | 34                              |  |  |                               |                               |                               |
|  | Ronda Wild Card AFC               | Ronda Wild Card AFC               | Ronda Wild Card AFC               | 3                    | Denver               | 10                               |                                  |                                  | Campeonato de la AFC | Campeonato de la AFC | Campeonato de la AFC            |                                 |                                 |  |  |                               |                               |                               |
|  |                                   |                                   |                                   |                      |                      | 1                                | Pittsburgh                       | 33                               |                      |                      |                                 |                                 |                                 |  |  | 21 de Ene - Miami Orange Bowl | 21 de Ene - Miami Orange Bowl | 21 de Ene - Miami Orange Bowl |
|  |                                   |                                   |                                   |                      |                      |                                  |                                  |                                  |                      |                      |                                 |                                 |                                 |  |  | A1                            | Pittsburgh                    | 35                            |
|  |                                   |                                   |                                   |                      |                      | 30 de Dic - Texas Stadium        | 30 de Dic - Texas Stadium        | 30 de Dic - Texas Stadium        |                      |                      |                                 |                                 |                                 |  |  | N2                            | Dallas                        | 31                            |
|  |                                   |                                   |                                   |                      |                      | 4                                | Atlanta                          | 20                               |                      |                      |                                 |                                 |                                 |  |  | Super Bowl XIII               | Super Bowl XIII               | Super Bowl XIII               |
|  | 24 de Dic - Fulton County Stadium | 24 de Dic - Fulton County Stadium | 24 de Dic - Fulton County Stadium |                      |                      | 2                                | Dallas                           | 27                               |                      |                      | 7 de Ene - L.A. Memorial        | 7 de Ene - L.A. Memorial        | 7 de Ene - L.A. Memorial        |  |  |                               |                               |                               |
|  | 5                                 | Philadelphia                      | 13                                | Ronda Divisional NFC | Ronda Divisional NFC | Ronda Divisional NFC             |                                  |                                  | 2                    | Dallas               | 28                              |                                 |                                 |  |  |                               |                               |                               |
|  | 4                                 | Atlanta                           | 14                                |                      |                      | 31 de Dic– L.A. Memorial         | 31 de Dic– L.A. Memorial         | 31 de Dic– L.A. Memorial         |                      |                      | 1                               | Los Angeles                     | 0                               |  |  |                               |                               |                               |
|  | Ronda Wild Card NFC               | Ronda Wild Card NFC               | Ronda Wild Card NFC               | 3                    | Minnesota            | 10                               |                                  |                                  | Campeonato de la NFC | Campeonato de la NFC | Campeonato de la NFC            |                                 |                                 |  |  |                               |                               |                               |
|  |                                   |                                   |                                   |                      |                      | 1                                | Los Angeles                      | 34                               |                      |                      |                                 |                                 |                                 |  |  |                               |                               |                               |

La letra negrita indica el equipo ganador.

## Premios anuales
Al final de temporada se entregan diferentes premios reconociendo el valor del jugador durante la temporada entera.
| Premio                     | Ganador         | Posición      | Equipo              |
| -------------------------- | --------------- | ------------- | ------------------- |
| Jugador más valioso        | Terry Bradshaw  | Quarterback   | Pittsburgh Steelers |
| Jugador ofensivo del año   | Earl Campbell   | Running back  | Houston Oilers      |
| Jugador defensivo del año  | Randy Gradishar | Linebacker    | Denver Broncos      |
| Entrenador del año         | Jack Patera     | Head Coach    | Seattle Seahawks    |
| Novato ofensivo del año    | Earl Campbell   | Running back  | Houston Oilers      |
| Novato defensivo del año   | Al Baker        | Defensive end | Houston Oilers      |
| Regreso del año            | John Riggins    | Running back  | Washington Redskins |
| Hombre del Año             | Roger Staubach  | Quarterback   | Dallas Cowboys      |
| Jugador más valioso del SB | Terry Bradshaw  | Quarterback   | Pittsburgh Steelers |